# Asellus musashiensis
Asellus musashiensis är en kräftdjursart som beskrevs av Matsumoto 1961. Asellus musashiensis ingår i släktet Asellus och familjen sötvattensgråsuggor. Inga underarter finns listade i Catalogue of Life.